# Nikolai Kobleakov
Nikolai Kobleakov (limba rusă: Николай Кобляков) este un activist rus anti-Putin. De la 1 august 2014 până la  noiembrie 2014, a fost reținut în Bulgaria, în așteptarea extrădării în Rusia, dar extrădarea a fost refuzată de către autoritățile bulgare. Cazul său a fost comparat cu cel al Baha Kimyongür, un turc care a fost reținut timp de șase luni înainte de a fi eliberat pe motiv că anunțul a fost abuziv.

## Biografie
Kobleakov este absolvent al London School of Economics; la întoarcerea în Rusia a creat un lanț de case de îngrijire pentru persoanele în vârstă, care s-au dovedit profitabile. El a fost îndepărat din afaceri de concurenți care au fost sprijiniți de regimul Putin. După aceasta, el s-a stabilit la Paris, unde a fost membru fondator al ONG-ului pentru democrație rusă, Russie-Libertés.
Kobleakov a protestat împotriva reținerii membrelor trupei Pussy Riot, împotriva Jocurilor Olimpice de Iarnă din 2014 de la Soci și a participat la o demonstrație publică în preajma Adunării Naționale a Franței de la Paris, când Vladimir Putin s-a înâlnit cu președintele François Hollande în contextul aniversării zilei Z în 2014.